# Rugby-Union-Afrikameisterschaft 2021/22
Die Rugby-Union-Afrikameisterschaft 2021/22 (offiziell englisch Rugby Africa Cup 2022) war die 18. Auflage der Afrika-Meisterschaft im Rugby Union und fand 2021 bzw. 2022 statt. Sie wurde von Rugby Africa organisiert.
Das Turnier war in zwei Teile mit drei Qualifikationsrunden geteilt. Es fand gleichzeitig als Qualifikation für die Rugby-Union-Weltmeisterschaft 2023 statt. Teil 1 und 2 fanden 2021, das eigentliche afrikanische Meisterschaftsturnier anschließend vom 1. Juli bis 10. Juli 2022 in Marseille und Aix-en-Provence in Frankreich statt. Der Sieger, die Auswahl Namibias, qualifizierte sich automatisch als Afrika 1 für die Weltmeisterschaft, die zweitplatzierte Auswahl Kenias hat in einer weiteren interkontinentalen Qualifikation die Chance als Afrika 2 an der WM teilzunehmen.

## Stufe 1

### Runde 1
|    | Land         | Spiele | Siege | Unent. | Ndlg. | Spiel- punkte | Diff. | Bonus- punkte | Tabellen- punkte |
| -- | ------------ | ------ | ----- | ------ | ----- | ------------- | ----- | ------------- | ---------------- |
| 1. | Burkina Faso | 2      | 2     | 0      | 0     | 69:16         | + 53  | 1             | 9                |
| 2. | Kamerun      | 2      | 1     | 0      | 1     | 94:20         | + 74  | 2             | 6                |
| 3. | Burundi      | 2      | 0     | 0      | 2     | 6:133         | − 127 | 0             | 0                |

| 5. Juni 2021 | Burkina Faso | 52 : 3 | Burundi | Stade du 4-Août, Ouagadougou Zuschauer: 0 |
| 5. Juni 2021 | Bericht      |        |         | Stade du 4-Août, Ouagadougou Zuschauer: 0 |

| 9. Juni 2021 | Burundi | 3 : 81 | Kamerun | Stade du 4-Août, Ouagadougou Zuschauer: 500 |
| 9. Juni 2021 | Bericht |        |         | Stade du 4-Août, Ouagadougou Zuschauer: 500 |

| 13. Juni 2021 | Burkina Faso | 17 : 13 | Kamerun | Stade du 4-Août, Ouagadougou Zuschauer: 1.500 |
| 13. Juni 2021 | Bericht      |         |         | Stade du 4-Août, Ouagadougou Zuschauer: 1.500 |

### Runde 2
Die Runde 2 wurde in vier Gruppen mit je drei Teams, die vom 3. bis zum 22. Juli 2021 gegeneinander antreten, durchgeführt. Die beiden besten Teams jeder Gruppe zogen in Runde 3, das Endturnier der Afrikameisterschaft, ein.

#### Gruppe A
Ursprünglich sollten die Spiele dieser Gruppe in Windhoek, Namibia ausgetragen werden. Aufgrund von Einschränkungen im Zusammenhang mit der COVID-19-Pandemie bestimmte Rugby Africa die Elfenbeinküste als neuen Austragungsort.
|    | Land           | Spiele | Siege | Unent. | Ndlg. | Spiel- punkte | Diff. | Bonus- punkte | Tabellen- punkte |
| -- | -------------- | ------ | ----- | ------ | ----- | ------------- | ----- | ------------- | ---------------- |
| 1. | Namibia        | 2      | 1     | 0      | 1     | 65:34         | + 31  | 1             | 5                |
| 2. | Elfenbeinküste | 2      | 1     | 0      | 1     | 43:37         | + 6   | 1             | 5                |
| 3. | Madagaskar     | 2      | 1     | 0      | 1     | 34:71         | − 37  | 0             | 4                |

| 3. Juli 2021 18:00 | Elfenbeinküste | 24 : 13 | Namibia | Stade Excellence Alassane Ouattara, Grand-Bassam Zuschauer: 1.000 |
| 3. Juli 2021 18:00 | Bericht        |         |         | Stade Excellence Alassane Ouattara, Grand-Bassam Zuschauer: 1.000 |

| 7. Juli 2021 18:00 | Namibia | 52 : 10 | Madagaskar | Stade Excellence Alassane Ouattara, Grand-Bassam Zuschauer: 200 |
| 7. Juli 2021 18:00 | Bericht |         |            | Stade Excellence Alassane Ouattara, Grand-Bassam Zuschauer: 200 |

| 11. Juli 2021 18:00 | Elfenbeinküste | 19 : 24 | Madagaskar | Stade Excellence Alassane Ouattara, Grand-Bassam |
| 11. Juli 2021 18:00 |                |         |            | Stade Excellence Alassane Ouattara, Grand-Bassam |

#### Gruppe B
|    | Land    | Spiele | Siege | Unent. | Ndlg. | Spiel- punkte | Diff. | Bonus- punkte | Tabellen- punkte |
| -- | ------- | ------ | ----- | ------ | ----- | ------------- | ----- | ------------- | ---------------- |
| 1. | Senegal | 2      | 2     | 0      | 0     | 40:24         | + 16  | 0             | 8                |
| 2. | Kenia   | 2      | 1     | 0      | 1     | 64:28         | + 36  | 2             | 6                |
| 3. | Sambia  | 2      | 0     | 0      | 2     | 13:65         | − 52  | 0             | 0                |

| 3. Juli 2021 16:00 | Kenia   | 19 : 20 | Senegal | Nyayo National Stadium, Nairobi Zuschauer: 0 |
| 3. Juli 2021 16:00 | Bericht |         |         | Nyayo National Stadium, Nairobi Zuschauer: 0 |

| 7. Juli 2021 15:00 | Senegal | 20 : 5 | Sambia | Nyayo National Stadium, Nairobi Zuschauer: 0 |
| 7. Juli 2021 15:00 | Bericht |        |        | Nyayo National Stadium, Nairobi Zuschauer: 0 |

| 11. Juli 2021 16:00 | Kenia | 45 : 8 | Sambia | Nyayo National Stadium, Nairobi Zuschauer: 0 |
| 11. Juli 2021 16:00 |       |        |        | Nyayo National Stadium, Nairobi Zuschauer: 0 |

#### Gruppe C
|    | Land     | Spiele | Siege | Unent. | Ndlg. | Spiel- punkte | Diff. | Bonus- punkte | Tabellen- punkte |
| -- | -------- | ------ | ----- | ------ | ----- | ------------- | ----- | ------------- | ---------------- |
| 1. | Uganda   | 2      | 1     | 0      | 1     | 69:34         | + 35  | 2             | 6                |
| 2. | Algerien | 2      | 1     | 0      | 1     | 42:38         | + 4   | 1             | 5                |
| 3. | Ghana    | 2      | 1     | 0      | 1     | 34:73         | − 39  | 0             | 4                |

| 10. Juli 2021 14:00 | Uganda | 53 : 12 | Ghana | Kyadondo Rugby Club, Kampala |
| 10. Juli 2021 14:00 |        |         |       | Kyadondo Rugby Club, Kampala |

| 14. Juli 2021 14:00 | Ghana | 22 : 20 | Algerien | Kyadondo Rugby Club, Kampala |
| 14. Juli 2021 14:00 |       |         |          | Kyadondo Rugby Club, Kampala |

| 18. Juli 2021 14:00 | Uganda | 16 : 22 | Algerien | Kyadondo Rugby Club, Kampala |
| 18. Juli 2021 14:00 |        |         |          | Kyadondo Rugby Club, Kampala |

#### Gruppe D
Alle Spiele der Gruppe D hätten in Monastir, Tunesien ausgetragen werden sollen. Aufgrund der sich verschlechternden COVID-19-Situation in Tunesien mussten sie jedoch nach Simbabwe verlegt werden. Gleichzeitig verzichtete Tunesien auf die Teilnahme, sodass die Spiele zwischen Burkina Faso und Simbabwe lediglich dazu dienen, die Setzliste der Runde 3 festzulegen.
|    | Land         | Spiele | Siege | Unent. | Ndlg. | Spiel- punkte | Diff. | Bonus- punkte | Tabellen- punkte |
| -- | ------------ | ------ | ----- | ------ | ----- | ------------- | ----- | ------------- | ---------------- |
| 1. | Simbabwe     | 2      | 2     | 0      | 0     | 196:8         | + 188 | 2             | 10               |
| 2. | Burkina Faso | 0      | 0     | 2      | 2     | 8:196         | - 188 | 0             | 0                |

| 18. Juli 2021 | Simbabwe | 101 : 3 | Burkina Faso | Machinery Exchange Stadium, Harare |
| 18. Juli 2021 | Bericht  |         |              | Machinery Exchange Stadium, Harare |

| 22. Juli 2021 | Simbabwe | 95 : 5 | Burkina Faso | Machinery Exchange Stadium, Harare |
| 22. Juli 2021 | Bericht  |        |              | Machinery Exchange Stadium, Harare |

## Stufe 2 – Runde 3: Afrikameisterschaft
|  | Viertelfinale  | Viertelfinale |          |    | Halbfinale | Halbfinale |  |  | Finale | Finale |
|  |                |               |          |    |            |            |  |  |        |        |
|  | Namibia        | 71            |          |    |            |            |  |  |        |        |
|  | Burkina Faso   | 5             |          |    |            |            |  |  |        |        |
|  | Burkina Faso   | 5             | Namibia  | 34 |            |            |  |  |        |        |
|  |                |               | Namibia  | 34 |            |            |  |  |        |        |
|  |                | Simbabwe      | 19       |    |            |            |  |  |        |        |
|  | Simbabwe       | Simbabwe      | 19       | 38 |            |            |  |  |        |        |
|  | Simbabwe       |               |          | 38 |            |            |  |  |        |        |
|  | Elfenbeinküste | 11            |          |    |            |            |  |  |        |        |
|  |                |               | Namibia  | 36 |            |            |  |  |        |        |
|  |                | Kenia         | 0        |    |            |            |  |  |        |        |
|  | Senegal        | 12            |          |    |            |            |  |  |        |        |
|  | Algerien       | 35            |          |    |            |            |  |  |        |        |
|  | Algerien       | 35            | Algerien | 33 |            |            |  |  |        |        |
|  |                |               | Algerien | 33 |            |            |  |  |        |        |
|  |                | Kenia         | 36       |    |            |            |  |  |        |        |
|  | Uganda         | Kenia         | 36       | 7  |            |            |  |  |        |        |
|  | Uganda         |               |          | 7  |            |            |  |  |        |        |
|  | Kenia          | 42            |          |    |            |            |  |  |        |        |

### Viertelfinale
| 1. Juli 2022 | Namibia | 71 : 5 | Burkina Faso | Stade Pierre-Delort, Marseille Zuschauer: 0 |
| 1. Juli 2022 |         |        |              | Stade Pierre-Delort, Marseille Zuschauer: 0 |

| 1. Juli 2022 | Simbabwe | 38 : 11 | Elfenbeinküste | Stade Pierre-Delort, Marseille Zuschauer: 0 |
| 1. Juli 2022 |          |         |                | Stade Pierre-Delort, Marseille Zuschauer: 0 |

| 2. Juli 2022 | Senegal | 12 : 35 | Algerien | Stade Maurice-David, Aix-en-Provence Zuschauer: 0 |
| 2. Juli 2022 |         |         |          | Stade Maurice-David, Aix-en-Provence Zuschauer: 0 |

| 2. Juli 2022 | Uganda | 7 : 42 | Kenia | Stade Maurice-David, Aix-en-Provence Zuschauer: 0 |
| 2. Juli 2022 |        |        |       | Stade Maurice-David, Aix-en-Provence Zuschauer: 0 |

### Halbfinale
| 6. Juli 2022 | Namibia | 34 : 19 | Simbabwe | Stade Maurice-David, Aix-en-Provence Zuschauer: 0 |
| 6. Juli 2022 |         |         |          | Stade Maurice-David, Aix-en-Provence Zuschauer: 0 |

| 6. Juli 2022 | Kenia | 36 : 33 | Algerien | Stade Pierre-Delort, Marseille Zuschauer: 0 |
| 6. Juli 2022 |       |         |          | Stade Pierre-Delort, Marseille Zuschauer: 0 |

### Finale
| 10. Juli 2022 | Namibia | 36 : 0 | Kenia | Stade Maurice-David, Aix-en-Provence Zuschauer: 0 |
| 10. Juli 2022 |         |        |       | Stade Maurice-David, Aix-en-Provence Zuschauer: 0 |

### Platzierungsspiele
| 6. Juli 2022 | Elfenbeinküste | v | Burkina Faso | Stade Maurice-David, Aix-en-Provence Zuschauer: 0 |
| 6. Juli 2022 |                |   |              | Stade Maurice-David, Aix-en-Provence Zuschauer: 0 |

| 6. Juli 2022 | Senegal | v | Uganda | Stade Pierre-Delort, Marseille Zuschauer: 0 |
| 6. Juli 2022 |         |   |        | Stade Pierre-Delort, Marseille Zuschauer: 0 |

| 10. Juli 2022 | Uganda | 18 : 17 | Elfenbeinküste | Stade Maurice-David, Aix-en-Provence Zuschauer: 0 |
| 10. Juli 2022 |        |         |                | Stade Maurice-David, Aix-en-Provence Zuschauer: 0 |

| 10. Juli 2022 | Senegal | 44 : 30 | Burkina Faso | Stade Maurice-David, Aix-en-Provence Zuschauer: 0 |
| 10. Juli 2022 |         |         |              | Stade Maurice-David, Aix-en-Provence Zuschauer: 0 |

| 10. Juli 2022 | Simbabwe | 12 : 20 | Algerien | Stade Maurice-David, Aix-en-Provence Zuschauer: 0 |
| 10. Juli 2022 |          |         |          | Stade Maurice-David, Aix-en-Provence Zuschauer: 0 |

### Abschlussplatzierungen
1. Namibia (für die Weltmeisterschaft 2023 direkt als Afrika 1 qualifiziert)
2. Kenia (Möglichkeit sich für die Weltmeisterschaft 2023 als Afrika 2 zu qualifizieren)
3. Algerien
4. Simbabwe
5. Uganda
6. Elfenbeinküste
7. Senegal
8. Burkina Faso